# Siegfried Ringhandt
Siegfried Ringhandt (* 23. Mai 1906 in Charlottenburg; † 27. Mai 1991) war ein deutscher evangelischer Pfarrer, Superintendent im früheren Brandenburger Kirchenkreis Seelow und zuletzt Propst in der Ostregion der Evangelischen Kirche Berlin-Brandenburg.

## Werdegang
Siegfried Ringhandt wurde am 23. Mai 1906 als Sohn des Malers Max Ringhandt und seiner Frau Helene, geb. Wegener, geboren und wuchs in Karlshorst mit drei jüngeren Geschwistern auf. Er besuchte erst das Gymnasium in Niederschöneweide und legte danach 1927 sein Abitur am Gymnasium in Königs Wusterhausen ab. Konfirmiert wurde Ringhandt an der reformierten Schlosskirche Köpenick durch Pfarrer Paul Dönitz, der ihm nach dem Schulabschluss zum Theologiestudium riet.
Er studierte als Werkstudent Theologie und Psychologie an der Friedrich-Wilhelms-Universität Berlin und legte die erste theologische Prüfung 1931 ab. Es folgte ein Vikariat in Königs Wusterhausen und der Besuch des Predigerseminars in Frankfurt (Oder). Nach dem zweiten theologischen Examen 1934 heiratete er Margarete Nolting, die er bei einer Kur in Bad Wildungen kennengelernt hatte.
Während seines Spezialvikariats beim freiwilligen Arbeitsdienst geriet er in die Gefolgschaft des Stahlhelm und wurde 1934 bei deren Auflösung durch die nationalsozialistische Sturmabteilung in die SA übernommen. Im gleichen Jahr wandte sich Ringhandt von der nationalsozialistischen Bewegung ab, schloss sich dem Pfarrernotbund an und weigerte sich, gemeinsam mit drei anderen Pfarrkandidaten, vom nationalsozialistisch gesinnten Propst Otto Eckert ordiniert zu werden. Ringhandt wurde Mitglied der Bekennenden Kirche und wurde am 9. Dezember 1934 durch Gerhard Jacobi in der Berliner Kaiser-Wilhelm-Gedächtniskirche ordiniert.

## Wirken als Pfarrer
Als Hilfsprediger der Bekennenden Kirche durchlief er mehrere Gemeinden. In seiner ersten Gemeinde Reichenow im Kirchenkreis Wriezen/Bad Freienwalde organisierte er sogleich eine Bekenntnisgemeinde. Hier wurde er nach einer Kanzelabkündigung der Bekenntnissynode 1935 zum ersten Mal verhaftet. Weitere Stationen waren die Gemeinden Netzebruch und Buckow, dem eine Zeit der Mitarbeit im Büro der Bekennenden Kirche folgte. Eine Beschäftigung in der Militärseelsorge scheiterte ebenso wie verschiedene Bewerbungen am Widerstand nationalsozialistisch gesinnter Deutscher Christen. Die Konflikte setzten sich auch in seiner ersten ordentliche Pfarrstelle in Betsche und Illmersdorf fort. Dort wurde er zum zweiten Mal – diesmal wegen des Kollektenstreits zwischen der Bekennenden und der Staatskirche – verhaftet. Seinen Militärdienst leistete er als Schirrmeister bei der Wehrmacht ab. Nach dem Kriegsende und kurzer britischer Kriegsgefangenschaft kehrte er im Sommer 1945 nach Illmersdorf zurück.
Nach Gründung der Evangelischen Kirche Berlin-Brandenburg wurde Ringhandt am 1. Juli 1946 zum Superintendenten des kriegszerstörten Kirchenkreises Seelow im Oderbruch in der sowjetischen Besatzungszone berufen. 1959 wechselte er in das Amt des Studentenpfarrers für die Humboldt-Universität und alle anderen Ostberliner Hoch- und Fachschulen als Nachfolger von Gottfried Forck. Er besuchte die Hochschulgemeinden von Rüdersdorf aus, da ihm die DDR-Behörden keinen Zuzug nach Berlin (Ost) gestatteten.

## Wirken als Propst
Nachdem dem damaligen Propst und späteren Bischof von Berlin (West) Kurt Scharf nach dem Bau der Berliner Mauer 1961 die Einreise nach Berlin (Ost) und der DDR verweigert wurde, nahm Konsistorialpräsident Erich Andler dessen Amt vertretungsweise wahr. Nach dessen Eintritt in den Ruhestand wurde Siegfried Ringhandt zum 1. April 1963 zum „amtierenden Propst“ und Oberkonsistorialrat berufen. Nach der Wahl Scharfs zum Bischof 1966 trug Ringhandt den Titel „Propst“ und erhielt von den DDR-Behörden nun auch die Zuzugsgenehmigung nach Berlin (Ost).
Ringhandt kümmerte sich besonders um die Pfarrer, die in landeskirchlichen Ämtern eingesetzt waren und schuf als neues Amt das der Landespfarrers für soziologische Fragen. Er gründete den „Missionarischen Dienst“ und verteidigte die Rüstzeitheime als Orte kirchlicher Jugendarbeit gegen staatliche Ansprüche. Als Vorsitzender der Jugendkammer (Ost) wirkte er 1962 an der kirchlichen Stellungnahme zur Einführung des Wehrdienstes in der DDR und 1965 an der „Handreichung zum Friedensdienst“ mit. Im Kuratorium des Sprachenkonvikts nahm er als Nachfolger von Kurt Scharf den Vorsitz wahr. In seiner Funktion als Dezernent für Ökumene reiste er zu einer Tagung der Konferenz Europäischer Kirchen nach Nyborg. Ferner hielt er den schwierigen Kontakt mit der Kirche auf der Westberliner Seite, oft auf konspirative Weise durch Kuriere oder Treffen an der Transitstrecke. Ringhandt befürwortete 1969 die Gründung des „Bundes der Evangelischen Kirchen in der DDR“ und arbeitete an dem Entwurf einer Ordnung auf der Grundlage der Barmer Theologischen Erklärung mit. Ringhandt führte sein Amt über sein 65. Lebensjahr hinaus weiter, bis die Nachfolge seines Nachfolgers und späteren Biographen Friedrich Winter 1971 geklärt war.

## Wirken im Ruhestand
Nach seinem Eintritt in den Ruhestand 1971 betrieb Ringhandt vor allem den Aufbau einer systematischen Aus- und Fortbildung im Bereich der Seelsorge. Dazu schloss er 1976 mit 70 Lebensjahren selbst eine Ausbildung als Seelsorgeberater ab. Referenten, Material und finanzielle Unterstützung, auch von der EKD, erhielt er dazu aus Westdeutschland. Seinen letzten größeren Auftritt hatte Ringhandt 1990, als er, 84-jährig, die Gedenkrede bei der Trauerfeier für seinen verstorbenen Freund Kurt Scharf in der Berliner Marienkirche hielt.
Nach dem Tod seiner Ehefrau Margarete heiratete er kurz vor seinem 80. Geburtstag das ehemalige Mitglied seiner Studentengemeinde Christa Elisabeth Köhler. Ringhandt verstarb vier Tage nach seinem 85. Geburtstag in Berlin und wurde auf dem Grab seiner Eltern neben seiner ersten Frau Margarete auf dem Friedhof in Berlin-Karlshorst beigesetzt. Den Trauergottesdienst hielt Bischof Gottfried Forck.

## Kirchenpolitische Haltung
Siegfried Ringhandt war während seiner gesamten kirchlichen Laufbahn auf der Suche nach einer Reform der preußischen Amtskirche und deren Strukturen. Das Ziel einer Erneuerung der Kirche suchte er in der brüderlichen Leitungsform der Bekennenden Kirche, die eine episkopale Kirchenstruktur ablösen und so aus der „Gefangenschaft der Kirche im Rechtsdenken“ führen sollte.
Ringhandt war von der Gründung der Evangelischen Kirche in Berlin–Brandenburg 1945 an Mitglied der Synode und arbeitete an dem Entwurf der neuen Grundordnung mit. Mit seinem Referat „Zur Neuordnung der Kirche“ widersprach er den Bemühungen von Otto Dibelius zum Wiederaufbau einer von einem Bischof geleiteten Kirche und bezeichnete dessen Führungsanspruch als „Usurpation und Kirchenstreich als Parallele zum Staatsstreich“. Dies und das Wirken von Dibelius als Ratsvorsitzender der – damals noch gesamtdeutschen – EKD machte Ringhandt zu einem der ausgewiesensten Kritiker seines Bischofs und zum Mitbegründer des Weißenseer Arbeitskreises, in dem er bis 1962 den Vorsitz führte. Seine Vorstellung einer gemeinschaftlichen Leitung der Kirche in Form eines Bruderrates stand – besonders in seinem Amt als Propst – oft im Gegensatz zur erlebten Wirklichkeit einer konsistorialen Verwaltung, was Konsistorialpräsident Manfred Stolpe gar als „Akten-Hass“ bezeichnete. Ringhandts konsequentes Eintreten für seine kirchlichen Ziele und seine „Fähigkeit zur Konfrontation“ brachte ihn sowohl in der Zeit des Nationalsozialismus wie auch während der Herrschaft der DDR in Konflikte mit der jeweiligen Staatsmacht. Neben ständiger Observierung wurde Ringhandt insgesamt dreimal inhaftiert.

## Ehrungen
- Ehrenpromotion der Theologischen Fakultät der Georg-August-Universität Göttingen am 31. Oktober 1967.[10] Die Übergabe der Urkunde erfolgte in Wittenberg anlässlich der dortigen Lutherfeierlichkeiten, da Ringhandt keine Ausreisegenehmigung in die Bundesrepublik Deutschland erhielt.
- Eine evangelische Senioreneinrichtung der Lafim-Diakonie in Frankfurt/Oder trägt seinen Namen.[11]